# Marie NDiaye
Marie NDiaye (født 4. juni 1967 i Pithiviers) er en fransk forfatter, der i 2009 fik Goncourtprisen for romanen Trois Femmes puissantes.